# Santa Rita, San Dimas
Santa Rita är en ort i Mexiko.   Den ligger i kommunen San Dimas och delstaten Durango, i den centrala delen av landet, 800 km nordväst om huvudstaden Mexico City. Santa Rita ligger 2 482 meter över havet och antalet invånare är 192.
Terrängen runt Santa Rita är kuperad åt sydost, men åt nordväst är den bergig. Terrängen runt Santa Rita sluttar norrut. Runt Santa Rita är det mycket glesbefolkat, med 3 invånare per kvadratkilometer. Santa Rita är det största samhället i trakten. I omgivningarna runt Santa Rita växer i huvudsak blandskog.